# حديقة وستفاليا

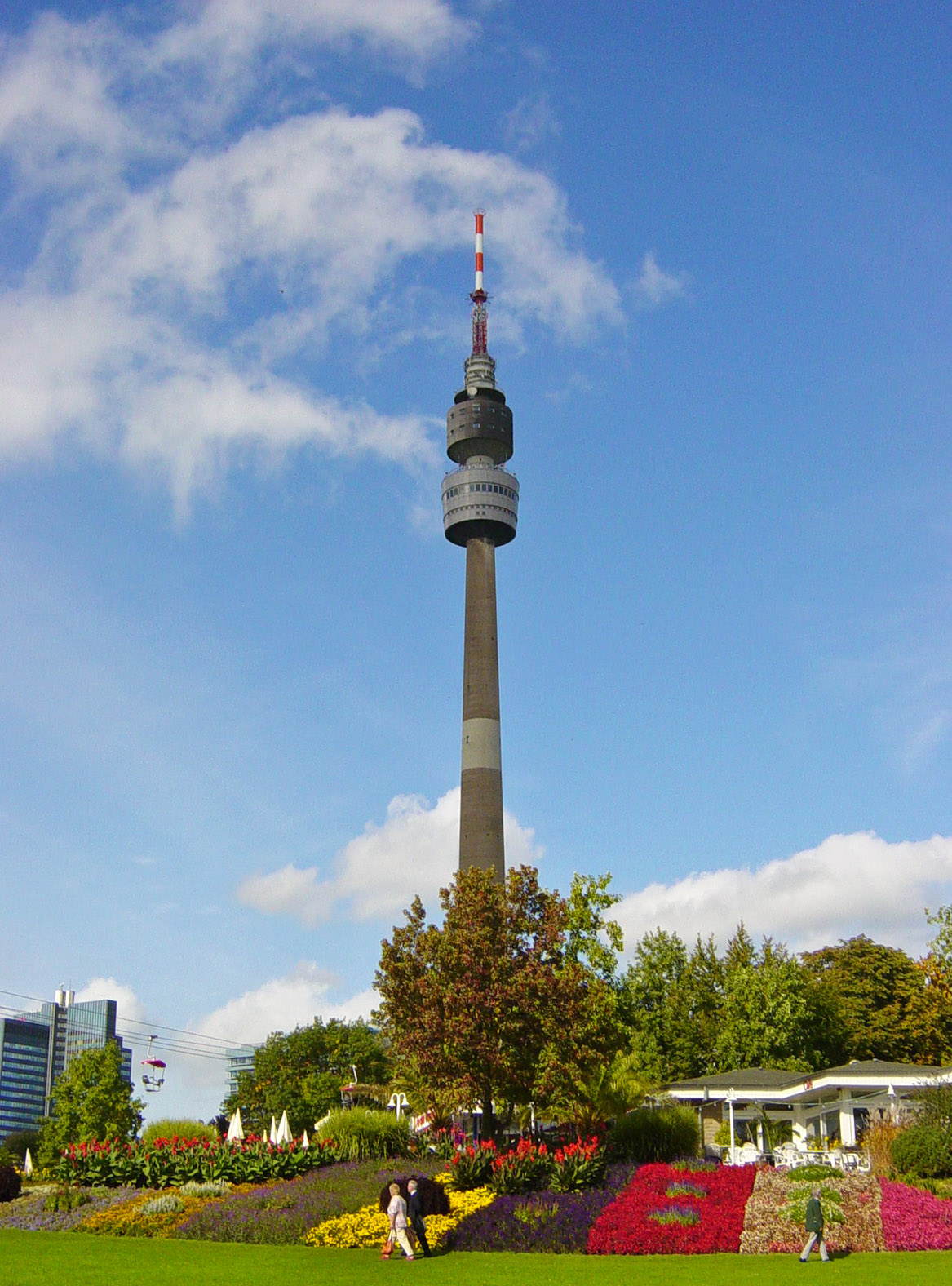
برج فلوريان في حديقة فستفاليا

حديقة وستفاليا (بالألمانية: Westfalenpark) في دورتموند كانت أول ثلاثة عروض للبستنه الفدرالية عام ( 1959 ،  1969 ،  1991). في موقع كايزر فيلهيلم-هين. أيضاً حديقة بوشمولين، يقع برج فلوريان في منتصفها ويبلغ ارتفاعه 220م وكان في ذلك الوقت أعلى بناء في ألمانيا.

## معرض صور

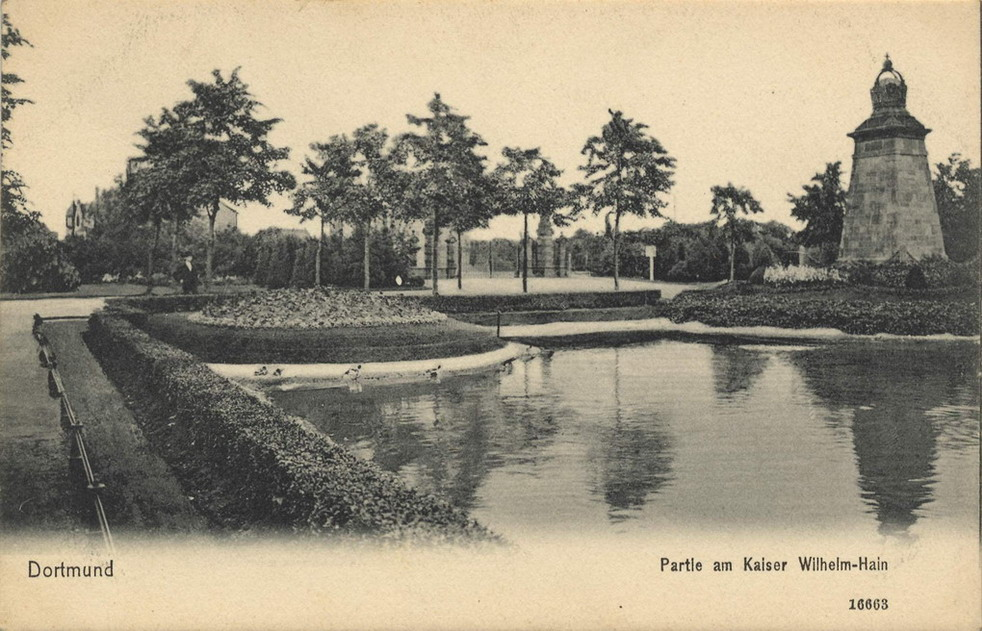
صورة قديمة للحديقة
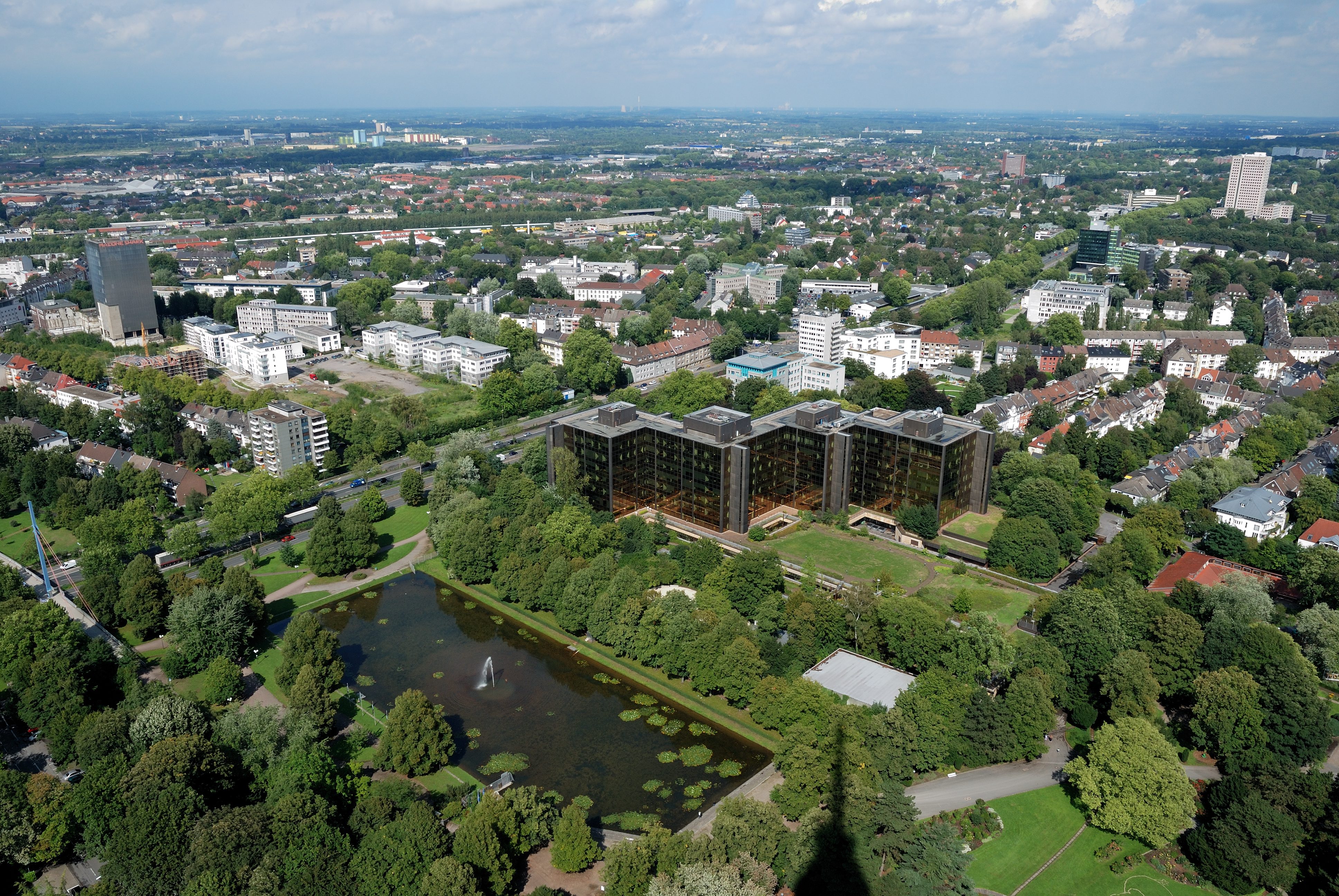
صورة للحديقة من برج فلوريان عام 2010
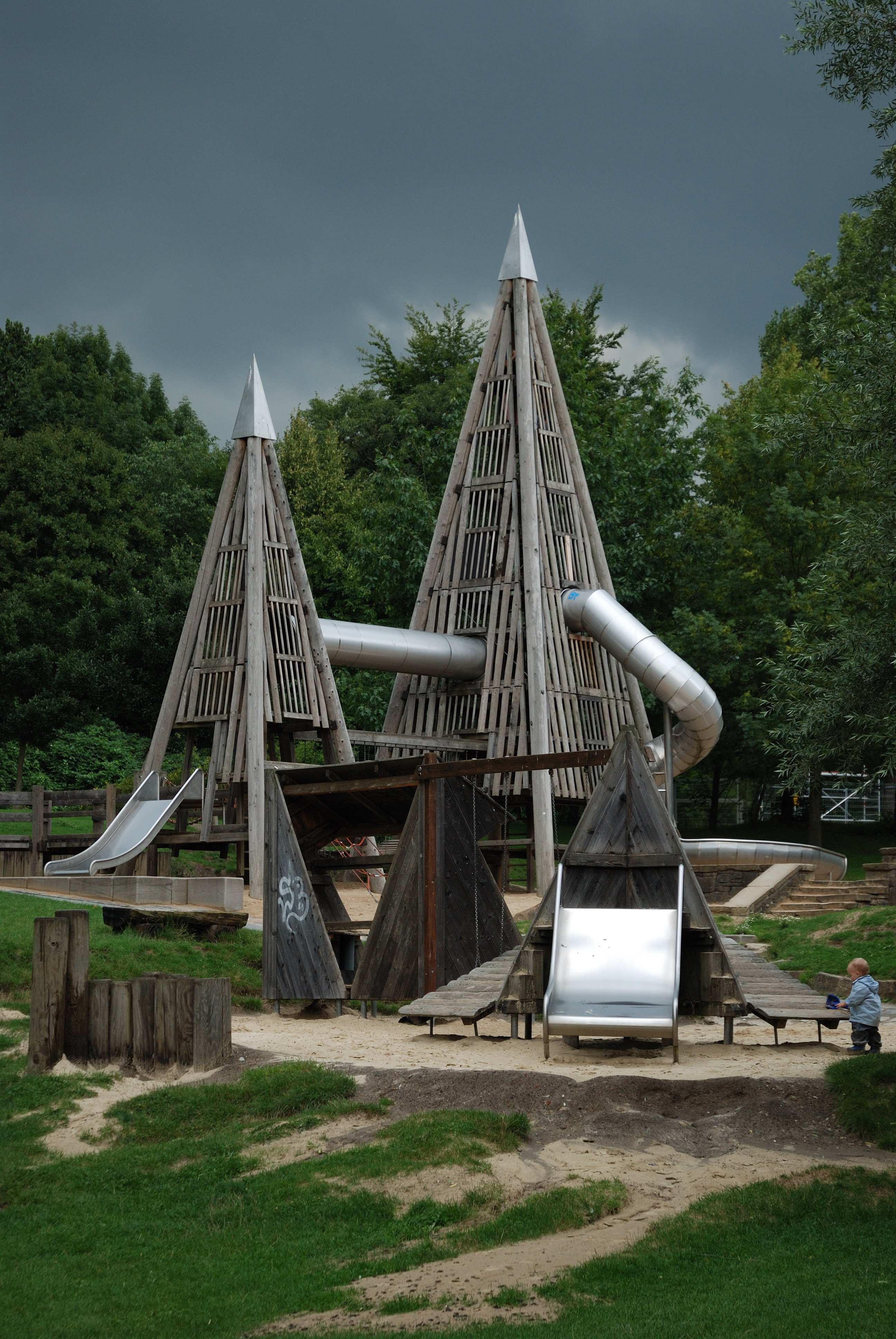
ألعاب تسلق في روبنسون

## وصلات خارجية
- موقع حديقة وستفاليا (بالألمانية)

- موقع برج التلفزيون
- دورتموند: أكبر مجموعة صور نسخة محفوظة 1 سبتمبر 2006 على موقع واي باك مشين.
- تقرير استقصائي من شبكة المدن والحدائق المستدامة